# Schoolklas

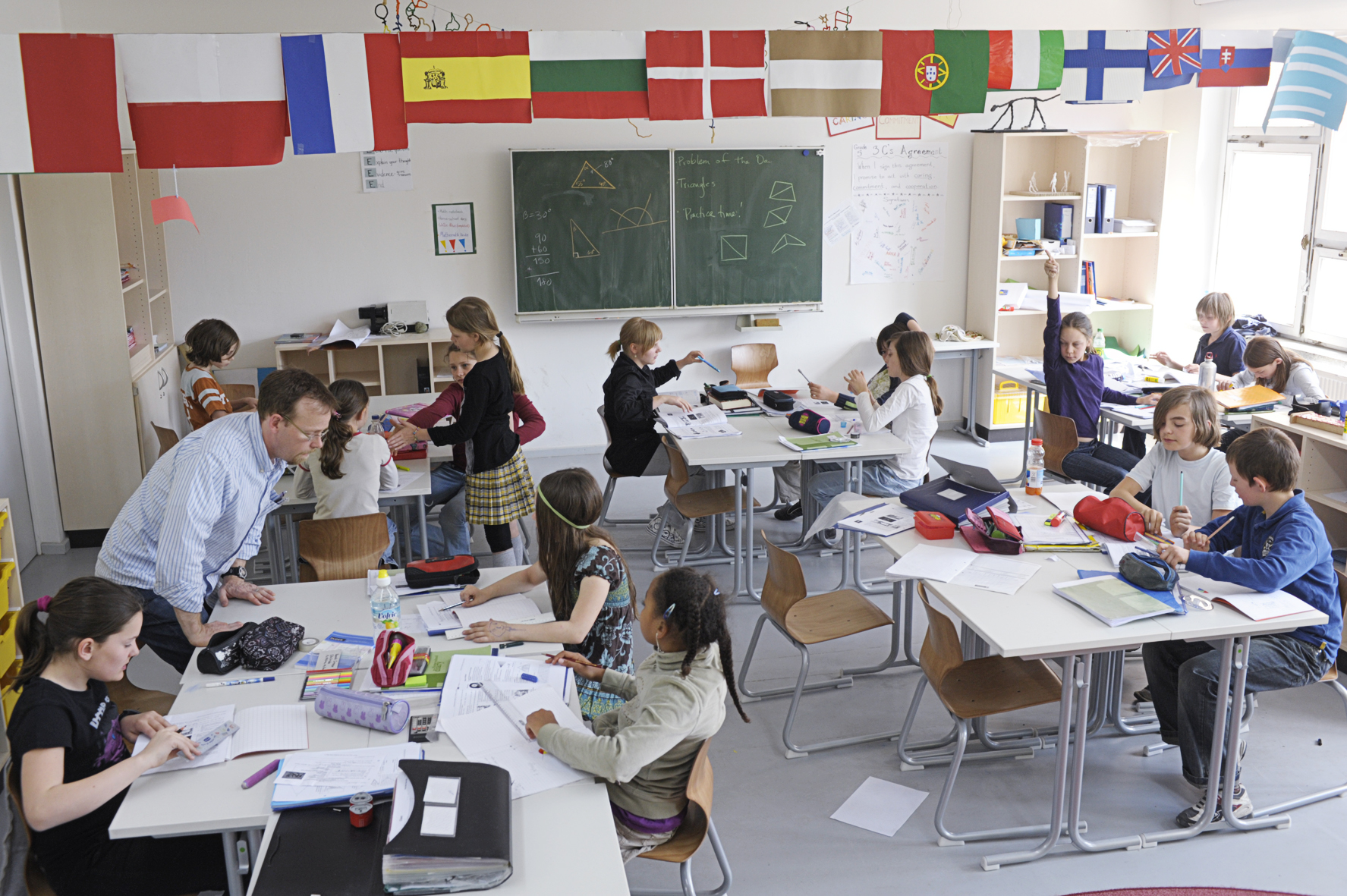
Een schoolklas in Duitsland

Een schoolklas bestaat uit een groep leerlingen. De term wordt gebruikt in het basis- en middelbaar onderwijs. In de basisschool spreekt men vaker van 'groep'. Op de middelbare school kan vooral in de bovenbouw de samenstelling van de schoolklas na ieder lesuur wijzigen, omdat hier de schoolklassen doorgaans zijn gevormd in zogenaamde clustergroepen, afhankelijk van het door leerlingen gekozen vakkenpakket of profiel.
Een klas is tevens een leerjaar op een bepaald niveau. Men spreekt dan van eerste klas, tweede klas, derde klas en zo verder. Een klas in deze betekenis kan uit verschillende parallelle groepen (klassen) bestaan als het aantal leerlingen dat vereist.

## Soorten schoolklassen
Een groep die vrijwel het gehele schooljaar bij elkaar in de klas zit wordt een jaarklas genoemd. Leerlingen uit dezelfde klas zijn klasgenoten van elkaar. Een co-educatie klas bestaat uit mannelijke en vrouwelijke leerlingen. In sommige situaties is er sprake van een homogene samenstelling, bijvoorbeeld:
- in vakrichtingen techniek bestaan er klassen met (vrijwel) alleen jongens/mannen.
- in vakrichtingen verzorging bestaan er klassen met (vrijwel) alleen meisjes/vrouwen.
- tijdens lesuren sport kan de schoolklas ook alleen uit jongens of meisjes bestaan.

Een scienceklas is een speciale wetenschapsklas op sommige scholen voor voortgezet onderwijs.

## Klaslokaal
Tijdens lessen zitten de leerlingen van een klas vaak samen in een klaslokaal. Het woord '(school)klas' wordt soms – enigszins oneigenlijk – gebruikt voor het lokaal.